# ترافیک‌پورت فنلو
ترافیک‌پورت فنلو (به انگلیسی: TrafficPort Venlo) یک فرودگاه همگانی است که یک باند فرود آسفالت دارد و طول باند آن ۷۰۰ متر است. این فرودگاه در شهر فنلو کشور هلند قرار دارد و در ارتفاع ۲۹ متری از سطح دریا واقع شده است.